# 鐵拳俠 (電視劇)
《漫威鐵拳俠》（英語：Marvel's Iron Fist）或簡稱《鐵拳俠》（Iron Fist），是一部美國Netflix公司根據美國同名漫畫所改編的電視劇。本劇設定在漫威電影宇宙中，此劇為同系列電視劇的第四部，並引出一部融合迷你劇《捍衛者聯盟》，由漫威電視、ABC工作室共同製作。
2017年7月，儘管本劇的評價極差，但Netflix仍宣布續訂第二季，並由瑞文·梅茲納頂替史考特·巴克成為新節目統籌，而席夢妮·密席克也將加入第二季飾演米絲蒂·奈特。第二季於2018年9月7日推出。2018年10月12日，Netflix在第二季後取消本劇。

## 簡介
15年前，丹尼·蘭德與家人在前往中國的途中墜機於喜馬拉雅山。儘管丹尼·蘭德與家人被推定身亡，15年後丹尼重新現身於紐約，他將這15年之中所學到的氣功化為雙拳的力量成為「鐵拳俠」，試圖奪回自己在過去所失去的一切，並面對著命運所給予他的未來挑戰。

## 角色

### 主要人物
| 演員            | 角色                                       | 備註 |
| 芬恩·瓊斯       | 「鐵拳俠」丹尼·蘭德 Danny Rand / Iron Fist | 原本是名億萬富翁，小時候在飛機事故中倖存，被崑崙的武僧救起後開始信奉佛教並習武15年重回紐約。擅長使用-「鐵拳」(拳光為黃色)-。                          |
| 潔西卡·亨維克   | 科林·溫 Colleen Wing                       | 紐約市一間的武術道館主人，收留了無處可去的蘭德。 祖先是史上第一個打敗巨龍的女人「平海灣的海賊女王」吳奧石。有一段時間接管蘭德的「鐵拳」(拳光為白色)。 |
| 湯姆·佩爾瑞     | 沃德·米徹 Ward Meachum                     | 米徹家的長子，在蘭德童年時常常欺負他。現任蘭德企業的CEO。                                                                                             |
| 潔西卡·史特普   | 喬依·米徹 Joy Meachum                      | 米徹家的長女，蘭德的青梅竹馬。跟哥哥共同營運蘭德企業。                                                                                                |
| 拉蒙·羅迪古耶茲 | 博徒 Bakuto                                | 科琳·溫的武術師傅，營運讓中下階層少年習武的訓練園區，為他們尋找光明的出路。                                                                           |
| 萨沙·达万       | 達沃斯 Davos                               | 本來是蘭德在崑崙最好的朋友，從小為了成為鐵拳俠而訓練。因此嫉妒著成為新任鐵拳俠的蘭德。曾一度用神秘的儀式偷取了蘭德的鐵拳能力(拳光為紅色), 不斷殺人。  |
| 蘿莎瑞·道森     | 克萊兒·坦普爾 Claire Temple                | 本來在地獄廚房工作的一名護士，現在在科琳·溫的道館習武。                                                                                               |
| 大衛·溫漢       | 哈羅德·米徹 Harold Meachum                 | 蘭德父親的公司合夥人。於12年前癌症過世，但卻神秘的重現身影於紐約。                                                                                    |
| 艾莉絲·伊芙     | 瑪莉·沃克 Mary Walker                      | 多重人格病者, 受雇於米徹兩兄妹。 已知人格: -沃克 退役士兵, 善用雙刀及槍械, 十分兇殘 -瑪莉 畫家                                                        |

### 回歸角色
| 演員          | 角色                     | 備註 |
| 何炜晴        | 高夫人 Madame Gao        | 長期斡旋於紐約地區的手合會毒梟，利用蘭德企業確保自己的販毒通路。該角色延續自同系列的《漫威夜魔俠》。                                               |
| 席夢妮·密席克 | 米絲蒂·奈特 Misty Knight | 哈林區的資深女警探，擁有看著事故照片就模擬現場的推想能力。從小在社區長大，重情重義、充滿正義感，對罪犯毫不留情，但憤怒的時候情緒會火爆到難以控制。 |

### 客串
| 演員         | 角色                     | 備註                                                                 |
| 凱莉-安·摩絲 | 潔莉·霍格斯 Jeri Hogarth | 作為蘭德的律師而回到紐約。                                           |
| 路易斯·譚    | 周成 Zhou Cheng          | 麒麟的弟子，誓言守護手合會的打手。成天酗酒，就連白天也經常不省人事。 |
| 李勳         | 雷公 Lei Kung            | 蘭德的武術導師，崑崙的武術大師，達沃斯的父親。                       |

## 集數
| 季數 | 集数 | 集数 | 上線日期      | 上線日期      |
| ---- | ---- | ---- | ------------- | ------------- |
| 1    | 13   | 13   | 2017年3月17日 | 2017年3月17日 |
| 2    | 10   | 10   | 2018年9月7日  | 2018年9月7日  |

### 第一季（2017年）
| 總集數 | 集數 （季） | 標題                                    | 導演              | 編劇                                                 | 上線日期      |
| ------ | ----------- | --------------------------------------- | ----------------- | ---------------------------------------------------- | ------------- |
| 1      | 1           | Snow Gives Way                          | 約翰·達爾         | 史考特·巴克                                          | 2017年3月17日 |
| 2      | 2           | Shadow Hawk Takes Flight                | 約翰·達爾         | 史考特·巴克                                          | 2017年3月17日 |
| 3      | 3           | Rolling Thunder Cannon Punch            | 湯姆·夏克倫       | 昆頓·匹叵斯                                          | 2017年3月17日 |
| 4      | 4           | Eight Diagram Dragon Palm               | 明格爾·薩普什尼克 | 史考特·雷諾茲                                        | 2017年3月17日 |
| 5      | 5           | Under Leaf Pluck Lotus                  | 烏妲·布利斯維茲   | 克莉絲汀·錢伯斯                                      | 2017年3月17日 |
| 6      | 6           | 仙人出洞 Immortal Emerges from Cave     | RZA               | 德威恩·沃瑞爾                                        | 2017年3月17日 |
| 7      | 7           | Felling Tree with Roots                 | 法倫·布萊克本     | 伊恩·史托克斯                                        | 2017年3月17日 |
| 8      | 8           | 長命百碎 The Blessing of Many Fractures | 凱文·坦查隆       | 譚瑪拉·貝歇爾-威爾金森                               | 2017年3月17日 |
| 9      | 9           | 眾生皆苦 The Mistress of All Agonies    | 潔特·威爾金森     | 帕特·查爾斯                                          | 2017年3月17日 |
| 10     | 10          | Black Tiger Steals Heart                | 彼得·霍爾         | 昆頓·匹叵斯                                          | 2017年3月17日 |
| 11     | 11          | Lead Horse Back to Stable               | 黛博拉·周         | 伊恩·史托克斯                                        | 2017年3月17日 |
| 12     | 12          | Bar the Big Boss                        | 安迪·戈達德       | 史考特·雷諾茲                                        | 2017年3月17日 |
| 13     | 13          | Dragon Plays with Fire                  | 史蒂芬·蘇吉克     | 史考特·巴克 ＆ 譚瑪拉·貝歇爾-威爾金森 ＆ 帕特·查爾斯 | 2017年3月17日 |

### 第二季（2018年）
| 總集數 | 集數 （季） | 標題                                            | 導演              | 編劇                   | 上線日期     |
| ------ | ----------- | ----------------------------------------------- | ----------------- | ---------------------- | ------------ |
| 14     | 1           | 鐵拳之怒 The Fury of Iron Fist                  | 大衛·多布金       | 雷文·梅茨納            | 2018年9月7日 |
| 15     | 2           | 祝融之城 The City's Not for Burning             | 瑞秋·塔拉萊       | 喬恩·沃萊              | 2018年9月7日 |
| 16     | 3           | 危險秘密 This Deadly Secret                     | 托·福瑞澤         | 塔蒂亞娜·沙亞雷斯·皮科 | 2018年9月7日 |
| 17     | 4           | 目標：鐵拳俠 Target: Iron Fist                  | 邁克爾·J·巴塞特   | 珍妮·林恩              | 2018年9月7日 |
| 18     | 5           | 巨龍之心 Heart of the Dragon                    | 梅爾西·阿爾馬斯   | 德克蘭·德·巴拉         | 2018年9月7日 |
| 19     | 6           | 龍在破曉死去 The Dragon Dies at Dawn            | 菲力普·約翰       | 馬修·懷特              | 2018年9月7日 |
| 20     | 7           | 陷入掙扎 Morning of the Mindstor                | 史蒂芬·蘇吉克     | Rebecca Dameron        | 2018年9月7日 |
| 21     | 8           | 復仇邊界的堡壘 Citadel on the Edge of Vengeance | 朱利安·福爾摩斯   | Melissa Glenn          | 2018年9月7日 |
| 22     | 9           | 無盡的戰爭 War Without End                      | 桑福德·布克斯塔弗 | Daniel Shattuck        | 2018年9月7日 |
| 23     | 10          | 鐵之決鬥 A Duel of Iron                         | 喬納斯·帕特       | 雷文·梅茨納            | 2018年9月7日 |

## 評價
《鐵拳俠》獲得影評家一致的差評。於爛番茄的評論中，第1季獲得了19%的新鮮度、4.2/10分（59位評論家），評論家共識：「即便存在一些具希望的時刻，但《鐵拳俠》缺乏動力與獨創性仍為累贅。」 於Metacritic的評論中，第1季獲得37分（滿分100分；21位評論家），屬普遍的差評。

## 外部連結
- 在Netflix上觀看《鐵拳俠》
- 互联网电影数据库（IMDb）上《漫威鐵拳俠》的资料（英文）
- 爛番茄上《鐵拳俠》的資料（英文）